# Ди(хлоро)бис(хлоро(пентаметилциклопентадиенил)родий)
Ди(хлоро)бис(хлоро(пентаметилциклопентадиенил)родий) — сэндвичевый комплекс родия состава [Rh{C5(CH3)5}Cl2]2.

## Получение
- Реакция растворов хлорида родия(III) и гексаметилбензола Дьюара (гексаметибицикло[2,2,0]гексадиен) в метаноле:

{\displaystyle {\mathsf {2RhCl_{3}\cdot 3H_{2}O+2C_{6}(CH_{3})_{6}+CH_{3}OH\ {\xrightarrow {65^{o}C}}\ }}}
{\displaystyle {\mathsf {\ {\xrightarrow {65^{o}C}}\ [Rh(Cl)Cl{C_{5}(CH_{3})_{5}}]_{2}+2CH_{3}CH(OCH_{3})_{2}+6H_{2}O}}}

## Физические свойства
Ди(хлоро)бис(хлоро(пентаметилциклопентадиенил)родий) образует тёмно-красные кристаллы
моноклинной сингонии,
пространственная группа P 21/c,
параметры ячейки a = 0,8375 нм, b = 0,9228 нм, c = 1,5651 нм, β = 106,7°, Z = 4.
Хорошо растворяется в полярных растворителях типа дихлорметана, хлороформа, вода.

## Применение
- Катализатор гомогенного гидрирования [1].